# 内江师范学院
29°35′13″N 105°02′51″E / 29.586958°N 105.047464°E
内江师范学院是位于中华人民共和国四川省内江市的一所全日制公立本科高等院校。该校由四川省人民政府举办，并由四川省教育厅主管。

## 历史沿革
内江师范学院的历史可以追溯至1956年的内江师范专科学校，其后因为政策变迁而多次易名。1959年，四川省人民委员会第四次全体会议决定内江师范专科学校与内江工业专科学校、乐山专科学校生物专业合并，组建内江专科学校，但最终于1962年停办:588。1977年秋，四川省人民政府同意内江地区教育行政干部学校、内江地区教师进修学校开办高等师范班，开始招收招收两年制中文、数学专业和三年制物理科大专生:1863。1978年12月28日，中华人民共和国国务院恢复内江师范专科学校建制，并于次年10月从内江地区教师进修学校分出，1993年，学校易名为内江师范高等专科学校:1864。2000年，中华人民共和国教育部同意内江师范高等专科学校与内江教育学院二所学校合并组建本科层次的内江师范学院。

## 校園環境
内江师范学院桐梓坝校区位于内江市东兴区东桐路1124号，为学校的本部所在:589，其中绿化用地占桐梓坝校区面积的50%，校区内绿化植被多为人工次生种植，由雪松、水杉、银杏等乔木，小叶女贞、八角金盘等灌木及结缕草等植物构成。2021年，该校的公共管理学院、文学院、张大千美术学院、马克思主义学院迁往位于内江高新区的新校区。

## 学术研究

### 学科设置
2000年，中华人民共和国教育部明定内江师范学院应该主要提供师范教育培训，承担中、小学教师培训的任务。现今，内江师范学院已经建立了文学、理学、教育学、管理学、历史学、法学、工学、经济学、艺术学、农学等多个科系。截至2021年，内江师范学院下设有19个二级学院，64个本科专业，对外招生专业为55个，包含了17个师范类专业。自2020年10月28日起，内江师范学院成为硕士学位授予院校。可以授予教育学、美术学的硕士学位。
| 教学单位名称                   | 学科设置                                                                               | 网页                     |
| ------------------------------ | -------------------------------------------------------------------------------------- | ------------------------ |
| 文学院                         | 汉语言文学、秘书学                                                                     | ※ （页面存档备份，存于） |
| 范长江新闻学院                 | 广播电视学、播音与主持艺术、网络与新媒体、新闻学                                       | ※ （页面存档备份，存于） |
| 数学与信息科学学院             | 数学与应用数学、信息与计算科学、金融数学                                               | ※ （页面存档备份，存于） |
| 物理与电子信息工程学院         | 物理学、电子信息工程、通信工程、机械电子工程                                           | ※ （页面存档备份，存于） |
| 建筑工程学院                   | 土木工程、工程造价                                                                     | ※ （页面存档备份，存于） |
| 化学化工学院                   | 化学、应用化学、环境科学、资源循环科学与工程                                           | ※ （页面存档备份，存于） |
| 外国语学院                     | 英语、翻译、商务英语、泰语                                                             | ※ （页面存档备份，存于） |
| 政治与公共管理学院             | 法学、思想政治教育、历史学、城市管理                                                   | ※ （页面存档备份，存于） |
| 经济与管理学院                 | 工商管理、市场营销、经济学、行政管理、信息管理与信息系统、电子商务、经济与金融         | ※ （页面存档备份，存于） |
| 计算机科学学院（人工智能学院） | 计算机科学与技术、软件工程、物联网工程、教育技术学、网络工程、物流工程、智能科学与技术 | ※ （页面存档备份，存于） |
| 体育学院                       | 体育教育、社会体育指导与管理                                                           | ※ （页面存档备份，存于） |
| 张大千美术学院                 | 美术学、视觉传达设计、环境设计、产品设计、服装与服饰设计、动画、书法学                 | ※ （页面存档备份，存于） |
| 财经管理学院                   | 音乐学、音乐表演、舞蹈表演                                                             | ※ （页面存档备份，存于） |
| 教育科学学院                   | 教育学、学前教育、小学教育、应用心理学                                                 | ※ （页面存档备份，存于） |
| 地理与资源科学学院             | 地理科学、人文地理与城乡规划、测绘工程                                                 | ※ （页面存档备份，存于） |
| 生命科学学院                   | 生物科学、生物技术、水产养殖学                                                         | ※ （页面存档备份，存于） |
| 马克思主义学院                 | （主管全校思想政治教育工作）                                                           | ※ （页面存档备份，存于） |

### 學術資源
截至2019年，内江师范学院图书馆有纸质藏书180余万册，并建立了大千文化数据库等一些学术数据库。该图书馆也是内江市主要的公共图书馆之一。此外，四川省方志馆也在该校设有分馆，以收藏保护地方文献，并展示地方情资。
《内江师范学院学报》为内江师范学院校刊，创刊于1986年，原名《内江师专学报》，1999年，中華人民共和國新聞出版總署同意该刊物易名为《内江师范高等专科学校学报》，并成为公开发行的刊物。2000年，因为内江师范高等专科学校与升格为内江师范学院，改用今名，并于2002年被列为中国知网全文数据收录的期刊，2008年成为月刊。并建立了明清小说研究、张大千研究等特色研究栏目。
内江师范学院的自然科学研究机构有长江上游鱼类资源保护与利用四川省重点实验室、数据恢复四川省重点实验室、花卉研究所、沱江流域高质量发展研究中心等。其中，长江上游鱼类资源保护与利用四川省重点实验室研究宽体沙鳅、花斑副沙鳅及中华沙鳅的人工繁殖，并曾建立了活体种质资源保存库，以发展三种沙鳅种质资源保护的关键技术。内江师范学院更因此于2022年被四川省农业农村厅确定为四川省首批“省级水产种质资源保护单位”。学校的人文科学研究机构则有张大千国画研究所、范长江研究所、巴蜀政治家思想研究所、青少年心理健康研究所、体育人文社会科学研究所等:1864-1865。

## 对外交流
内江师范学院除了积极与邻近市州县展开精准扶贫工作对接外。在国际上，该校也已经与泰国清迈大学等高等院校建立了合作关系，设立了泰语专业，并定期派遣教员与学生出国开展文化交流活动。也招收了寮國、埃塞俄比亚、肯亚、马达加斯加等国的留学生。